# Mémorial national musée-zapovednik musical P.I. Tchaïkovski
Pour les articles homonymes, voir Tchaïkovski (homonymie).
Le Mémorial national musée-zapovednik musical P.I. Tchaïkovski ou Musée-zapovednik P. Tchaikovski (en russe : Государственный мемориальный музыкальный музей-заповедник П. И. Чайковского) est un musée de la ville de Kline dans l'oblast de Moscou. Il est installé dans la maison que le célèbre compositeur Piotr Tchaïkovski a pris en location au juge de paix S. Sakharov, les deux dernières années de sa vie, à partir du mois de mai 1892.
C'est le musée musical commémoratif le plus ancien de Russie, qui a été créé par la jeune frère du compositeur, Modeste Tchaïkovski, un an après la mort du compositeur. Ses premiers visiteurs ont été accueillis le 9 décembre 1894. Dans la maison ont été conservés les meubles datant des dernières années de la vie du compositeur, ses effets personnels, la bibliothèque, ses archives.
Le musée est classé comme objet patrimonial culturel de Russie de niveau fédéral.

## Histoire
En 1916, par testament du frère du compositeur, Modeste Tchaïkovski, la maison est inscrite en premier lieu au nom d'un serviteur ami du compositeur Alexeï Sofronov, puis la gestion du bien échoua à la Société musicale russe à la condition qu'elle fût conservée et entretenue.
À la fin janvier 1918, la maison a été préservée grâce aux efforts de Nikolaï Alexandrovitch Alekseïev (ru). En 1921, le musée a été nationalisé par les bolchéviks.
Les bâtiments et l'intérieur du musée ont beaucoup souffert pendant la Seconde Guerre mondiale. Des images documentaires sur le pillage de la maison par les troupes allemandes sont présentées dans le film soviétique intitulé La Défaite des armées allemandes devant Moscou.

## Fonds du musée

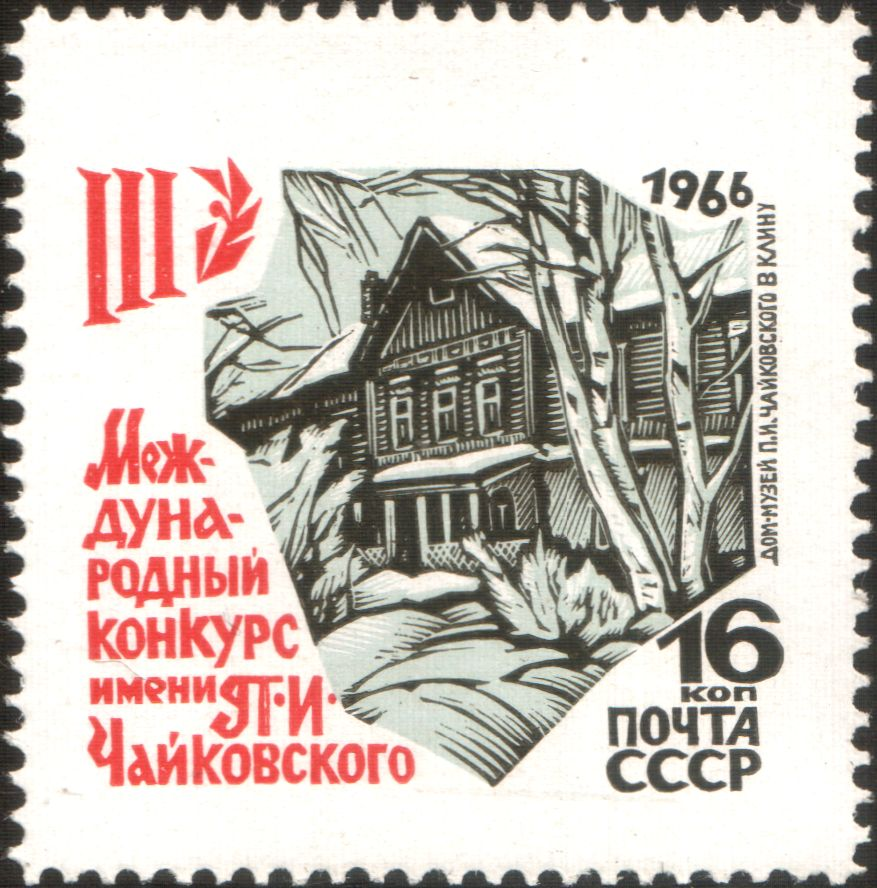
Timbre russe rendant hommage le Musée-zapovednik P. Tchaikovski - 1966

La collection du musée est composée de plus de 200 000 objets. En plus des fonds de la Fondation P. Tchaïkovski, le musée possède des pièces provenant de la famille Tchaïkovski-Davidov et du compositeur lui-même ainsi que de proches et de musiciens de son entourage. La collection présente des tableaux de Constantin Makovski, Vladimir Makovski, Boris Koustodiev et Vitold Bialynitski-Biroulia. Depuis 1958, le musée conserve le fonds d'histoire du Concours international Tchaïkovski.
Ces dernières années, les collections du musée sont activement enrichies. Parmi les documents entrés au musée se trouvent les archives personnelles d'éminents musiciens du XXe siècle tels que le violoncelliste Daniil Chafran et le pianiste Emil Gilels.
Le musée comprend la maison même de Tchaïkovski, le parc de la propriété et les annexes construites sur celle-ci, une dépendance qui présente une exposition de son élève Sergueï Taneïev ainsi que les propriétés voisines de Frolovskoe, Maïdonova et Demianovo où vivait Tchaïkovski. La propriété Demianovo appartenait au frère aîné du compositeur Sergueï Taneïev, un avocat réputé.
Sur le territoire de la réserve-musée se trouve le corpus administratif, une salle de concert, deux salles d'expositions, une salle d'audition et une réserve pour les pièces du musée.
En 2019, le musée-zapovednik a été inclus dans le programme de numérisation des musées de la région de Moscou. Une sculpture sonore Mélodie de lumière a été développée uniquement pour le musée de Tchaïkovski mais ensuite également pour d'autres sites dans le monde. La sculpture se présente comme une tige verticale de deux mètres ressemblant à une onde sonore. Elle reproduit une gamme sonore unique et une palette de couleurs en fonction de l'activité des spectateurs sur l'installation prévue à cet effet. Par défaut, la sculpture a chargé des œuvres de Piotr Tchaïkovski : Les Saisons et Album pour enfants.

## Galerie

Façade et jardin de la maison de Kline 2011
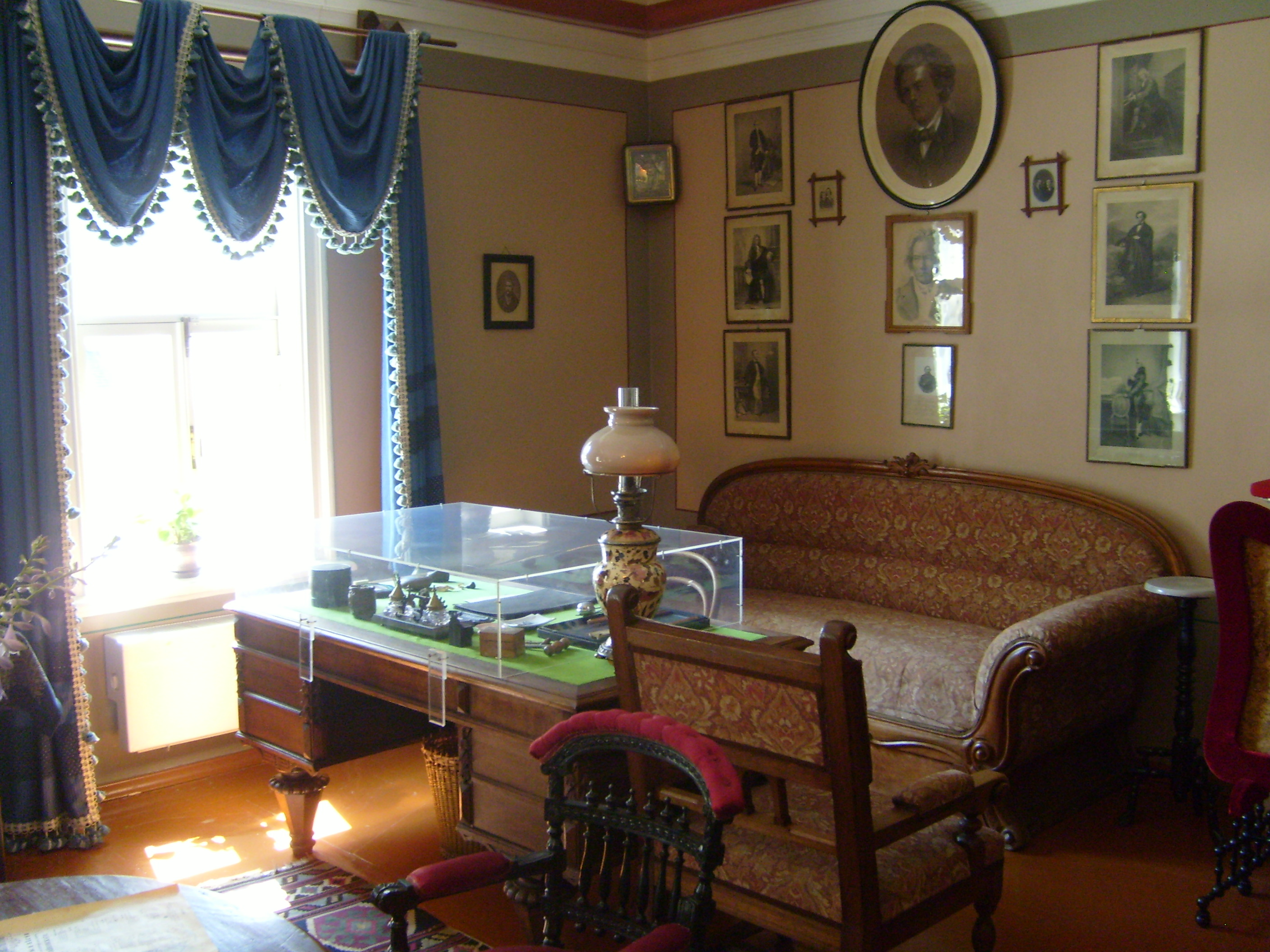
table de travail de Tchaïkovski à Kline